# Pedionis garuda
Pedionis garuda är en insektsart som beskrevs av William Lucas Distant 1916. Pedionis garuda ingår i släktet Pedionis och familjen dvärgstritar. Inga underarter finns listade i Catalogue of Life.